# Daniel Feurtet
Daniel Feurtet, né le 16 septembre 1944 à Dijon (Côte-d'Or), est un homme politique français. Membre du Parti communiste français, il est maire du Blanc-Mesnil de 1989 à 2008, conseiller général du canton du Blanc-Mesnil de 1994 à 1997 et député de la Seine-Saint-Denis de 1997 à 2002.

## Biographie
Daniel Feurtet est tôlier chaudronnier. Membre du Parti communiste français (PCF), il intègre la direction de ce parti en Seine-Saint-Denis en 1971. En 1978-1979, il est secrétaire à la propagande.
Il est maire de la ville du Blanc-Mesnil à partir de 1989. Il quitte cette fonction en 2008 et demeure conseiller municipal après l'élection de son successeur, Didier Mignot, en 2008,. 
Il est conseiller général de Seine-Saint-Denis, élu dans le canton du Blanc-Mesnil de 1994 à 1997.
Le 5 juillet 1997, il devient député de la Seine-Saint-Denis, remplaçant à cette fonction  Marie-George Buffet nommée au Gouvernement. Il exerce ce mandat jusqu'au 8 juin 2002 et siège à la Commission des finances.